# 谷口進一
谷口 進一（たにぐち しんいち、1953年（昭和28年）1月2日 - ）は、日本の政治家、地方公務員。勲等は旭日小綬章。
兵庫県丹波市長（1期）、兵庫県農政環境部長などを歴任。

## 来歴
兵庫県柏原町（現・丹波市）に生まれる。1975年（昭和50年）3月、神戸大学法学部卒業。同年4月、兵庫県庁に入庁。但馬県民局長、農政環境部長などを歴任。
2012年（平成24年）4月、株式会社夢舞台・ウェスティンホテル淡路社長に就任。
2016年（平成28年）3月、同社を退職。同年11月20日に行われた丹波市長選挙に自民党・民進党・公明党の推薦を受けて立候補し初当選した。投票率は68.04％で、過去最低を記録した。12月5日、市長就任。
2020年（令和2年）11月15日実施の市長選挙に自民党・公明党の推薦を受けて立候補。元市議の林時彦、元県職員の岩崎政義との戦いとなるが、市が示す統合庁舎整備計画の凍結と、全市民への5万円給付案を公約に掲げた林に敗れた。
2025年（令和7年）春の叙勲で旭日小綬章を受章した。

## 市政
- 2019年（令和元年）12月16日、水道部の男性主査による公文書などの改ざん、ねつ造が発覚したほか、補助金交付を巡る不適切な事務など不祥事が相次いだことを受け、2020年1月の自身の給与を20％、鬼頭哲也副市長の給与を10％減給すると発表した[7]。
- 2020年（令和2年）5月13日、新型コロナウイルス感染症の拡大を受け、自身を含む特別職3人の同年6月から11月までの月額給与を10～20％、市議会議員の6月の期末手当を20％削減すると発表した[8]。